# Izz-ad-Din Massud I
Izz-ad-Din Massud ibn Mawdud ibn Zankí (àrab: عز الدين مسعود بن مودود بن زنكي, ʿIzz al-Dīn Masʿūd ibn Mawdūd ibn Zankī), més conegut simplement com a Izz-ad-Din Massud (? - Mossul, 30 d'agost de 1193) fou el cinquè atabeg zengita de Mossul. Era fill de Qutb-ad-Din Mawdud (1149-1170) i net de Imad-ad-Din Zengi I (1127-1146).
Va començar la seva carrera al servei del seu germà gran Sayf-ad-Din Ghazi II, atabeg de Mossul del 1170 al 1180. El 1175 va dirigir les forces de Mossul a la desastrosa batalla de Kurun Hamat (abril) que fou el primer gran triomf militar de Saladí a Síria. El 1176 va participar en la batalla de Tell al-Sultan, que fou una nova derrota zengita, aquesta vegada sota el comandament del seu germà. L'atabeg Ghazi II havia pensat per la successió en el seu fill Muïzz-ad-Din Sanjar-Xah de 12 anys, però el general Mujàhid-ad-Din Kaymaz, home fort del règim zengita en aquest període, l'havia finalment convençut de donar Mossul al seu germà Masud, i Jazírat Ibn Úmar al seu fill, i així a la mort de Ghazi II el juny de 1180, el va succeir i fou el cap de la família zengita; aleshores Alep estava en mans del seu cosí as-Sàlih Ismaïl al-Màlik(1174-1181), Jazírat Ibn Úmar va passar a mans del seu nebot Muïzz-ad-Din Sanjar-Xah (1180-1208), i Sinjar seguia en mans del seu germà Imad-ad-Din Zengi II (1171-1197).
El desembre de 1181 va morir as-Sàlih Ismaïl d'Alep i va deixar el principat al seu cosí Masud, que en va anar a prendre possessió l'hivern del 1181 al 1182. El 1182 va negociar amb el seu germà petit Imad-ad-Din Zengi II l'intercanvi d'Alep per Sinjar. Ibn al-Athir diu que va oferir aquest canvi perquè Zengi II amenaçava de cedir Sinjar a Saladí, i d'altra banda Masud volia consolidar el territori entorn de Mossul. L'intercanvi es va efectuar el maig del 1182 provocant la campanya militar de Saladí que va ocupar una sèrie de viles de l'Al-Jazira (incloent Sinjar) el mateix any 1182 i Mossul va quedar assetjada a la tardor (però a l'hivern es van retirar). Masud va intentar organitzar una aliança amb Qutb-ad-Din Ilgazi de Mardin i el Xah-i Arman d'Akhlat però no ho va aconseguir i a la primavera del 1183 Saladí va ocupar Amida, i el mes de juny Alep on Zengi II li va obrir les portes després de negociar la restitució de Sinjar (i altres viles de la Jazira) a canvi de renunciar a Alep. Sinjar esdevenia vassall aiúbida. L'emir d'Irbil, tradicional vassall de Mossul, es va declarar vassall de Saladí.
Llavors Masud va fer aliança amb l'atabeg de l'Azerbaidjan i el Jibal (Mèdia), Pahlawan Muhammad ibn Ildegiz. Encara que no va arribar a intervenir, la possibilitat que ho fes va obligar a Saladí a mesurar les seves passes fins a la mort de Pahlawan el 1186. Les operacions de 1183 es van acabar.
El 1185 Saladí, va llençar una nova ofensiva a la Jazira obtenint l'aliança de Muïzz-ad-Din Sanjar-Xah de Jazírat Ibn Úmar. Esperava una ràpida victòria i va tornar a assetjar Mossul però tant Masud com la població van oposar una resistència ferotge. Els enviats del califa van mostrar clarament que l'atac de Saladí no tenia el suport del califat de Bagdad i finalment una malaltia va obligar a Saladí a retirar-se a Haran al final de la tardor. Les negociacions durant l'hivern van portar a un tractat signat el març de 1186 pel qual Masud conservava Mossul però hauria de reconèixer la supremacia de Saladí a la khutba i a la sikka (les monedes) i aportar un ajut militar si se li demanava. Masud va complir escrupolosament la seva part del tracte i va aportar ajut a Saladí en la reconquesta i la III Croada, li va valdre l'autorització d'atacar al seu nebot Muïzz-ad-Din Sanjar-Xah de Jazírat Ibn Umar el 1191, i encara que no va poder ocupar la fortalesa va aconseguir la cessió de la meitat del territori.
Saladí va morir el 4 de març de 1193 i Masud es va unir al seu germà Zengi II de Sinjar amb la intenció de recuperar la part més gran possible de l'Al-Jazira, però no va aconseguir gaires resultats abans de caure malalt i haver-se de retirar a Mossul. Sense la seva presència al-Adil I va obligar els zengites a signar una nova pau poc favorable abans que fos pitjor. Després d'uns dos mesos malalt va morir a Mossul. El va succeir el seu fill Nur-ad-Din Arslan-Xah I (1193-1211).